# Parc de la Rivière-des-Mille-îles
 (septembre 2021).
La mise en forme du texte ne suit pas les recommandations de Wikipédia : il faut le « wikifier ».
Les points d'amélioration suivants sont les cas les plus fréquents :
- Les titres sont pré-formatés par le logiciel. Ils ne sont ni en capitales, ni en gras.
- Le texte ne doit pas être écrit en capitales (les noms de famille non plus), ni en gras, ni en italique, ni en « petit »…
- Le gras n'est utilisé que pour surligner le titre de l'article dans l'introduction, une seule fois.
- L'italique est rarement utilisé : mots en langue étrangère, titres d'œuvres, noms de bateaux, etc.
- Les citations ne sont pas en italique mais en corps de texte normal. Elles sont entourées par des guillemets français : « et ».
- Les listes à puces sont à éviter, des paragraphes rédigés étant largement préférés. Les tableaux sont à réserver à la présentation de données structurées (résultats, etc.).
- Les appels de note de bas de page (petits chiffres en exposant, introduits par l'outil «  Source ») sont à placer entre la fin de phrase et le point final[comme ça].
- Les liens internes (vers d'autres articles de Wikipédia) sont à choisir avec parcimonie. Créez des liens vers des articles approfondissant le sujet. Les termes génériques sans rapport avec le sujet sont à éviter, ainsi que les répétitions de liens vers un même terme.
- Les liens externes sont à placer uniquement dans une section « Liens externes », à la fin de l'article. Ces liens sont à choisir avec parcimonie suivant les règles définies. Si un lien sert de source à l'article, son insertion dans le texte est à faire par les notes de bas de page.
- La présentation des références doit suivre les conventions bibliographiques. Il est recommandé d'utiliser les modèles {{Ouvrage}}, {{Chapitre}}, {{Article}}, {{Lien web}} et/ou {{Bibliographie}}. Le mode d'édition visuel peut mettre en forme automatiquement les références.
- Insérer une infobox (cadre d'informations à droite) n'est pas obligatoire pour parachever la mise en page.

Pour une aide détaillée, merci de consulter Aide:Wikification.
Si vous pensez que ces points ont été résolus, vous pouvez retirer ce bandeau et améliorer la mise en forme d'un autre article.
 (septembre 2021).
Le Parc de la Rivière-des-Mille-Îles est un organisme à but non-lucratif qui opère sur la rivière du même nom. L'organisme obtient le statut de refuge faunique en 1998 (le refuge faunique de la Rivière-des-Mille-Îles). Le territoire protégé représente une superficie de 26 hectares et comprend 10 îles. La gestion du Parc de la Rivière-des-Mille-Îles est assurée par l'organisation Éco-Nature.

## Mission
Éco-Nature a pour mission la conservation et la mise en valeur du refuge faunique. Cette mission s'articule en trois volets : la protection et la conservation des milieux naturels, la mise en valeur du patrimoine historique et l'accessibilité, et la participation citoyenne et l'écocitoyenneté.

## Activités

### Refuge faunique
Le refuge faunique assure la protection des milieux naturels et la conservation des ressources collectives de la rivière des Mille-Îles et de ses affluents. Il cherche également à éduquer la communauté quant à la protection et à la conservation du territoire. Éco-Nature crée des activités d’information, de sensibilisation et de formation  qui visent à inclure le grand public dans la préservation de l’environnement. Le site naturel a une biodiversité exceptionnelle et comprend 42 km de berges, de marais, d’îles et d’eau courante de la rivière.

### Camp de jour
Le parc de la Rivière-des-Mille-Îles tient également un camp de jour éducatif certifié par l'Association des camps du Québec pour les jeunes de six à quatorze ans. Le camp offre neuf thématiques différentes, pour les six à huit ans il s'agit des Navigateurs du trésor perdu qui explorent les îles de manière sportive afin de retrouver le trésor. La thématique Dans la peau d'un naturaliste qui se mobilise autour de la biologie et des règnes du vivant. Ensuite, Les petits pêcheurs sont une introduction à la pêche pour les plus jeunes, compétence qu'ils pourront continuer à développer tout au long de leurs années au camp. Les artistes de la forêt s'inspirent comme plusieurs avant eu de la rivière pour créer sous différentes formes d'art. Pour les neuf à onze ans les thématiques sont Les apprentis pêcheurs, Les aspirants écologistes et En route pour l'aventure qui font suite aux trois premières thématiques des plus jeunes pour développer les compétences déjà acquises et en apprendre de nouvelles. Enfin, pour les adolescents de douze à quatorze ans les deux thématiques possibles sont La grande expédition et Les experts de la pêche.
Le camp de jour s'accorde avec la mission d'Éco-nature, car celui sensibilise les campeurs à l'éco-citoyenneté ainsi qu'à la protection et à la conservation de la rivière. Les différentes thématiques sont un véhicule du développement de l'éco-citoyenneté auprès de la communauté Lavalloise puisque les enfants et les adolescents font des apprentissages qui les conscientisent par rapport à l'environnement. Ces apprentissages sont ensuite mis en pratique par les familles qui se mobilisent pour protéger, conserver et mettre en valeur la Rivière-des-Milles-Îles.

### Services récréotouristiques
Éco-Nature coordonnent divers services récréotouristiques tels que la location d’équipements de plein air et l’animation d’activités éducatives, qui permettent aux visiteurs de découvrir la rivière des Mille-Îles par la voie de randonnées libres ou guidées, en canot, en kayak, en rabaska et autre).

## Historique

### Fondation
Jean Lauzon et Michel Aubé ont fondé Éco-Nature et le Parc de la Rivières-des-Milles-Îles en 1985.

### Inauguration du Centre d'exploration
En mars 2019, le Parc de la Rivière-des-Mille-Île inaugure son Centre d’exploration. Ce dernier inclut une exposition muséale permanente et un laboratoire d’écologie. Intitulée « Incroyable, mais vrai ! », l’exposition explore l’histoire de la rivière et présente l’une des plus grandes collections d’animaux naturalisés du Québec. Le laboratoire d'écologie abrite plusieurs espèces vivantes ainsi que le premier centre de réhabilitation de tortues du Québec.
Le projet a été financé conjointement par le ministère des Affaires municipales et de l’Habitation (MAMH), la Communauté Métropolitaine de Montréal (CMM), la ville de Laval et l’organisme Éco-Nature, pour des investissements totalisant 10,5 M $.